# 特殊犯罪課・花島渉
『特殊犯罪課・花島渉』（とくしゅはんざいか・はなしまわたる）は、2017年にテレビ朝日系で放送されたテレビドラマシリーズ。全2回。主演は内藤剛志。
副題は『絶対に失敗しない最強の交渉人!』。
放送枠は「ミステリースペシャル」（第1作）、「日曜ワイド」（第2作）。

## 登場人物

### 警察庁特殊犯罪課交渉係
花島渉
演 - 内藤剛志
課長補佐。犯罪交渉人（通称・ネゴシエーター）。警視庁から出向している。
5年前、女子高生の加藤夏美が誘拐されたが、花島の交渉時のミスで絞殺死体で発見される。犯人は捕まらず迷宮入りしたが、第1作の事件を捜査中に真相が判明し解決した。
太田邦宏
演 - 天野ひろゆき
花島の部下で相棒。元ハッカー。

### 警察関係者
神崎友香
演 - 本上まなみ
警察庁 警視長。花島の直属の上司。過去に花島と組んでいた。
藤田詩織
演 - 岡江久美子
経歴：神奈川県警捜査一課 管理官（第1作）
→ 埼玉県警捜査一課 管理官（第2作）
過去に神崎と組んでいた。

### 花島家
花島祐美恵
演 - 萬田久子
花島の妻。
花島奈々
演 - 中川可菜
祐美恵の連れ子。漫画家志望。喫茶「comoru」でアルバイトをしている（第2作）。
ネネ
演 - りこ（第2作）
花島家の猫。

### ゲスト
第1作「監禁中の人質が遠隔殺人!? 午後3時に変身する銀行強盗の謎」（2017年）
- 片岡加奈子（八重の亡夫の連れ子・昔は画家志望） - 矢田亜希子
- 小笠原崇（神奈川県捜査一課 刑事） - 阿南健治
- 国枝尚人（国枝コーポレーション 社長・美術収集家・久保田の大学時代の先輩） - 吉満寛人
- 所雅和（刑事） - 小澤亮太
- 村人 - ウド鈴木、西浦八重子、荒井眞理子、酒井千寿
- 森下健治（日東冷凍株式会社 鶴見冷凍倉庫 元従業員） - 菊池均也
- 片岡光男（加奈子の夫・会社社長） - 足立智充
- 久保田良治（横浜港町銀行の立てこもり犯・工場経営者） - 六平直政
- 加藤義昭（夏美の父・夏美の死後に妻が自殺・美術商） - 佐戸井けん太
- 篠原規男（埼玉の工場経営者） - 中丸新将
- 清水（オークションのスタッフ） - 清水伸
- 加藤夏美（5年前 誘拐され花島渉の交渉時のミスで死亡・当時高校生） - 島﨑由莉香
- 質屋店主（森下の友人） - 稲健二
- 立てこもり事件の人質の父親 - 中野剛
- 横浜港町銀行 支店長 - 白石タダシ
- 警官 - 石塚良博
- アパート男 - 遠山雄
- 刑事 - 日下有
- アナウンサー - 川名陽介
- インタビュアー - 横沢洸
- 片岡里緒（加奈子と光男の娘） - 梅崎音羽
- 女子高生（立てこもり事件の人質） - 甲田椋
- 宮川みどり（立てこもり事件の人質・美術品の収集家でコメンテーター） - 黒田福美
- 津村八重（立てこもり事件の人質・介護士） - 音無美紀子
- 島本洋一（神奈川県警察 本部長・藤田詩織の上司） - 手塚とおる

第2作「美女たちの3億円強奪殺人!?」（2017年）
- 川西祥子（ベストセラー作家・「若草物語」のファンが集うチャットのメンバー・ハンドルネーム「ジョー」） - 榊原郁恵
- 沼田美沙（高級クラブホステス・「若草物語」のファンが集うチャットのメンバー・ハンドルネーム「メグ」） - 青山倫子
- 江藤真紀（会社員・「若草物語」のファンが集うチャットのメンバー・ハンドルネーム「エイミー」） - 舟木幸
- 荒井幸次（バスジャック犯） - 児玉貴志
- 寺本武人（香澄の夫・画廊経営者・婿養子） - 野仲イサオ
- サヤカ（美沙の同僚ホステス） - 柳いろは
- 関東刑務所 受刑者 - ウド鈴木
- 関東刑務所 所長 - 永野典勝
- 東西証券 支店長 - 岸博之
- 埼玉県警 刑事 - 平子悟
- 児童養護施設「御岳山癒しの朝」シスター - 小柳友貴美
- 闇金「坂道キャッシュローン」社員 - 黒石高大
- 通報で喫茶「comoru」に駆けつけた警察官 - 田中啓三
- 東京文学出版 編集者 - 聡太郎
- 服部（喫茶「comoru」店長） - 後藤公太
- 新田（新田の妻） - 松下結衣子
- バス乗客 - 小沼雪乃
- バス運転士 - 西澤勉
- 東西証券 社員 - 中村僚志
- 中継リポーター - 川名陽介
- 闇金「坂道キャッシュローン」社員 - 皆川尚義
- 高級クラブ店長 - 岡野友紀
- 強盗犯の兄弟 - 田邉将輝、真辺照太
- 寺本香澄（投資家・「若草物語」のファンが集うチャットのメンバー・ハンドルネーム「ベス」） - 藤吉久美子
- 志村穣一（関東刑務所 受刑者・1年前の宝石押し入り犯） - 有薗芳記
- 新田明彦（大都心電子機器 社員） - 岡田浩暉

## スタッフ
- 脚本 - 福田卓郎、谷口純一郎
- 音楽 - 宗本康兵
- 監督 - 猪原達三、中前勇児
- ゼネラルプロデューサー - 関拓也[11]（テレビ朝日）
- プロデューサー - 秋山貴人（テレビ朝日）、島田薫（東映） 、髙木敬太（東映 / 第2作）
- 制作 - テレビ朝日、東映

## 放送日程
| 話数 | 放送日        | サブタイトル                                           | 脚本       | 監督     |
| ---- | ------------- | ------------------------------------------------------ | ---------- | -------- |
| 1    | 2017年3月16日 | 監禁中の人質が遠隔殺人!? 午後3時に変身する銀行強盗の謎 | 福田卓郎   | 猪原達三 |
| 2    | 9月17日       | 美女たちの3億円強奪殺人!?                              | 谷口純一郎 | 中前勇児 |